# Ardenne (rivière)
Pour les articles homonymes, voir Ardennes.
L'Ardenne est une rivière française du département Ille-et-Vilaine dans la région Bretagne et un affluent de la Seiche donc un sous-affluent du fleuve la Vilaine.

## Géographie

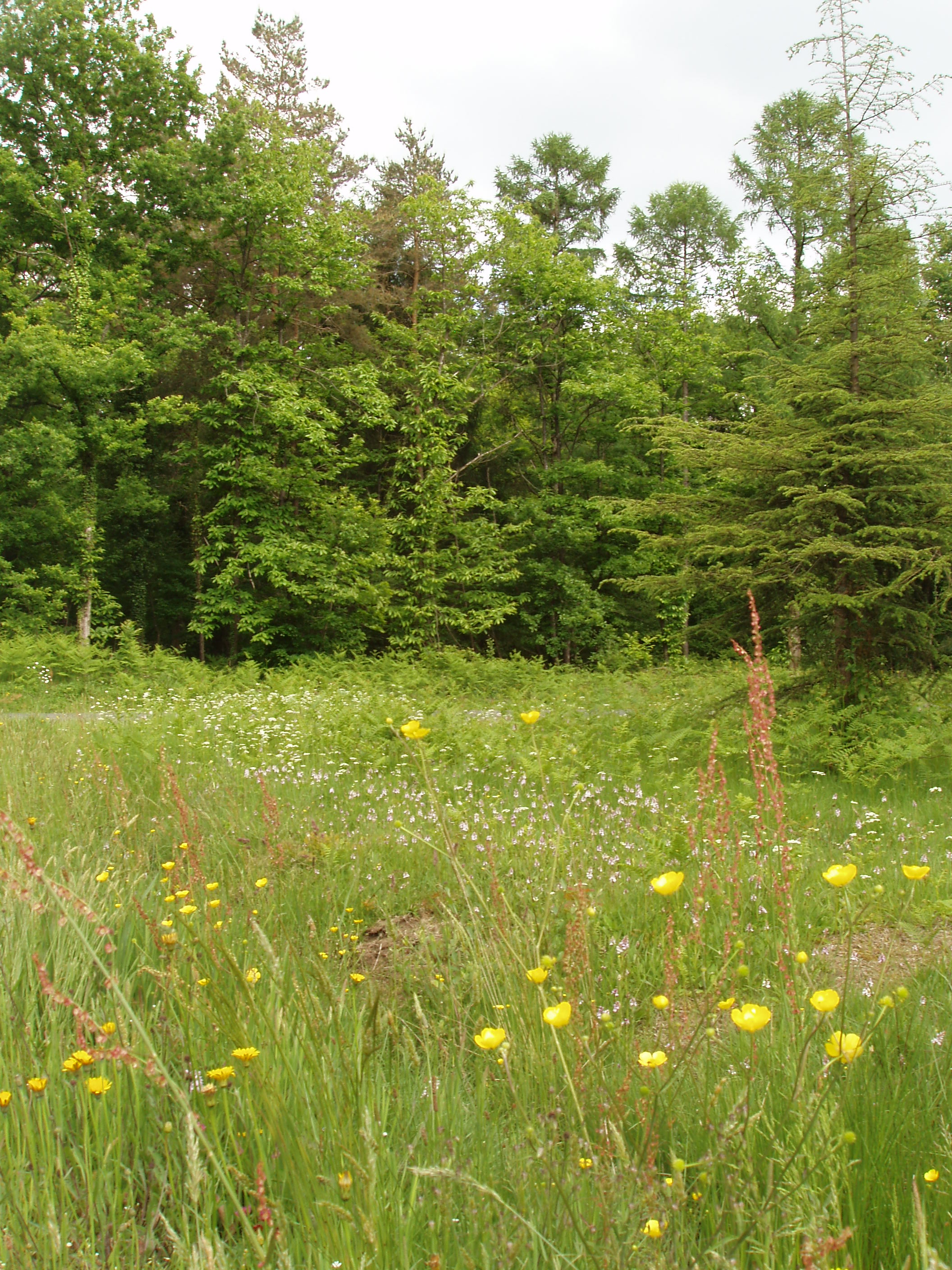
Paysage de la forêt de la Guerche de Bretagne.

D'une longueur de 22,9 km, l'Ardenne prend sa source à Rannée, dans la forêt de la Guerche à l´Abbaye, à 105 m d'altitude.
Avant de sortir de la commune, au sud des Rimbaudières, elle reçoit les ruisseaux de Monboury, de la Chauminette et du Pas du Bœuf.
Elle traverse alors le canton vers l'ouest puis celui de Retiers et se jette dans les étangs de Marcillé-Robert au sud de l'Ille-et-Vilaine où elle rejoint la Seiche, à 50 m d'altitude.

### Communes et cantons traversés
Dans le seul département d'Ille-et-Vilaine (35), l'Ardenne traverse les six communes suivantes, de l'amont vers l'aval, de Rannée (source), Drouges, Moussé, Arbrissel, Retiers, Marcillé-Robert (confluence). 
Soit en termes de cantons, l'Ardenne prend source et conflue dans le même canton de La Guerche-de-Bretagne, dans le seul arrondissement de Fougères-Vitré.

### Bassin versant
L'Ardenne traverse une seule zone hydrographique 'La Seiche de l'Ardenne © à la Quincampoix (NC)' (J742) de 359 km2 de superficie. Ce bassin versant est constitué à 92,09 % de « territoires agricoles », à 4,76 % de « forêts et milieux semi-naturels », à 2,69 % de « territoires artificialisés », à 0,56 % de « surfaces en eau ». 

## Affluents
L'Ardenne a six tronçons affluents référencés :
- le ruisseau de Monboury (rd), 4,8 km sur la seule commune de Rannée.

- ? (rd), 0,9 km sur les deux communes de Rannée (source) et Moussé (confluence).
- le Drouges (rg), 6,1 km sur les trois communes de Rannée (source), Drouges et Moussé (confluence), avec un affluent :
  - le ruisseau de Pavard (rg), 3,5 km sur les deux communes de Rannée (source) et Drouges (confluence).
- le ruisseau de la Réhardière (ou ruisseau de Richebourg) (rg), 5 km sur la seule commune de Retiers avec un affluent
  - le Richebourg (rg), 3,5 km sur la seule commune de Retiers
- le Renaudet ou ruisseau de Sainte-Croix (en partie haute) (rg), 3,5 km sur la seule commune de Retiers avec un affluent :
  - le ruisseau des Blairies (rd), 3,2 km sur la seule commune de Retiers.
- le ruisseau de la Gravelle (rg), 1,2 km sur les trois communes de Marcillé-Robert, Le Theil-de-Bretagne, Retiers, avec un affluent :
  - le ruisseau de la Gravelle (rg), 2 km sur la seule commune de Le Theil-de-Bretagne.

Donc le rang de Strahler est de trois.

## Aménagements et écologie

### Qualité de l'eau
Le suivi de la qualité physico-chimique de l'Ardenne se fait grâce à un point de prélèvement sur la commune de Retiers, qui donne les résultats suivants :
| Nitrates                                   | 2010 | 2011 | 2012 | 2013 |
| ------------------------------------------ | ---- | ---- | ---- | ---- |
| Concentration du paramètre (percentile 90) | 54   | 48   | 40   | 54   |
| Classe SEQ-Eau                             |      |      |      |      |

Conformément à la directive-cadre sur l'eau, l'Ardenne doit atteindre le bon état écologique de l'eau. Les évaluations effectuées montrent l'état écologique suivant :
| état écologique de la masse d'eau | 2010  | 2011     |
| --------------------------------- | ----- | -------- |
| état écologique                   | Moyen | Médiocre |